# Петровани
Петровани (слч. Petrovany) насељено је мјесто са административним статусом сеоске општине (слч. obec) у округу Прешов, у Прешовском крају, Словачка Република.

## Становништво
| Година:    | 1994. | 2004.    | 2014.   | 2024.   |
| ---------- | ----- | -------- | ------- | ------- |
| Број људи: | 1617  | 1794     | 1858    | 2036    |
| Разлика:   |       | +10,94 % | +3,56 % | +9,58 % |

| Година:    | 2023. | 2024.   |
| ---------- | ----- | ------- |
| Број људи: | 2014  | 2036    |
| Разлика:   |       | +1,09 % |

Према подацима о броју становника из 2024. године насеље је имало 2036 становника.